# Liste der Bischöfe von Liverpool
Die Liste der Bischöfe von Liverpool stellt die bischöflichen Titelträger der Church of England in der anglikanischen Diözese Liverpool in der Kirchenprovinz York dar. Der Titel wurde nach der Stadt Liverpool benannt.
| Liste der Bischöfe von Liverpool | Liste der Bischöfe von Liverpool | Liste der Bischöfe von Liverpool | Liste der Bischöfe von Liverpool            |
| Von                              | Bis                              | Name                             | Anmerkungen                                 |
| -------------------------------- | -------------------------------- | -------------------------------- | ------------------------------------------- |
| 1880                             | 1900                             | John Charles Ryle                |                                             |
| 1900                             | 1923                             | Francis Chavasse                 |                                             |
| 1923                             | 1944                             | Albert David                     | vorher Bischof von St Edmundsbury & Ipswich |
| 1944                             | 1966                             | Clifford Martin                  |                                             |
| 1966                             | 1975                             | Stuart Yarworth Blanch           | danach Erzbischof von York                  |
| 1975                             | 1997                             | David Sheppard                   | vorher Bischof von Woolwich                 |
| 1998                             | 2013                             | James Stuart Jones               | vorher Bischof von Hull                     |
| 2014                             | 2022                             | Paul Bayes                       | vorher Bischof von Hertford                 |
| 2023                             | 2025 (Amtsverzicht angekündigt)  | John Perumbalath                 | vorher Bischof von Bradwell                 |